# 南街村
南街村（なんがいそん）は、中国河南省漯河市臨潁県城関鎮にある村。中国最後の人民公社として知られる。

## 概要
改革開放後は鄧小平理論が基本路線である中国において、人民公社の形態を守って毛沢東思想を実践する中国で唯一の村として有名であり、華西村と対比されることもある。
1978年に改革開放路線が始まった当初は南街村も集団所有制を撤廃するも、村の党委書記だった王宏斌によって集団所有制に回帰した。
1980年代に日本から技術を導入して建設したインスタントラーメンの工場で経済が発展し、1991年には村の収入が1億元を超え「億元村」の仲間入りを果たした。各地から観光客が訪れたり、政治家の視察が訪れたりしている。

## 参照
1. ↑  “中国最后的人民公社”. BBC. (2009年9月29日) 2019年5月18日閲覧。
2. 1 2  “毛沢東思想を今も実践、観光客に人気の南街村 党員の視察も増加”. AFPBB. (2018年1月3日) 2019年9月15日閲覧。
3. 1 2 3  “【よみがえる毛沢東　生誕１２０年の中国（１）下】毛沢東思想に心酔する指導者”. 産経ニュース. (2013年12月24日) 2019年9月15日閲覧。